# Sótano del Barro

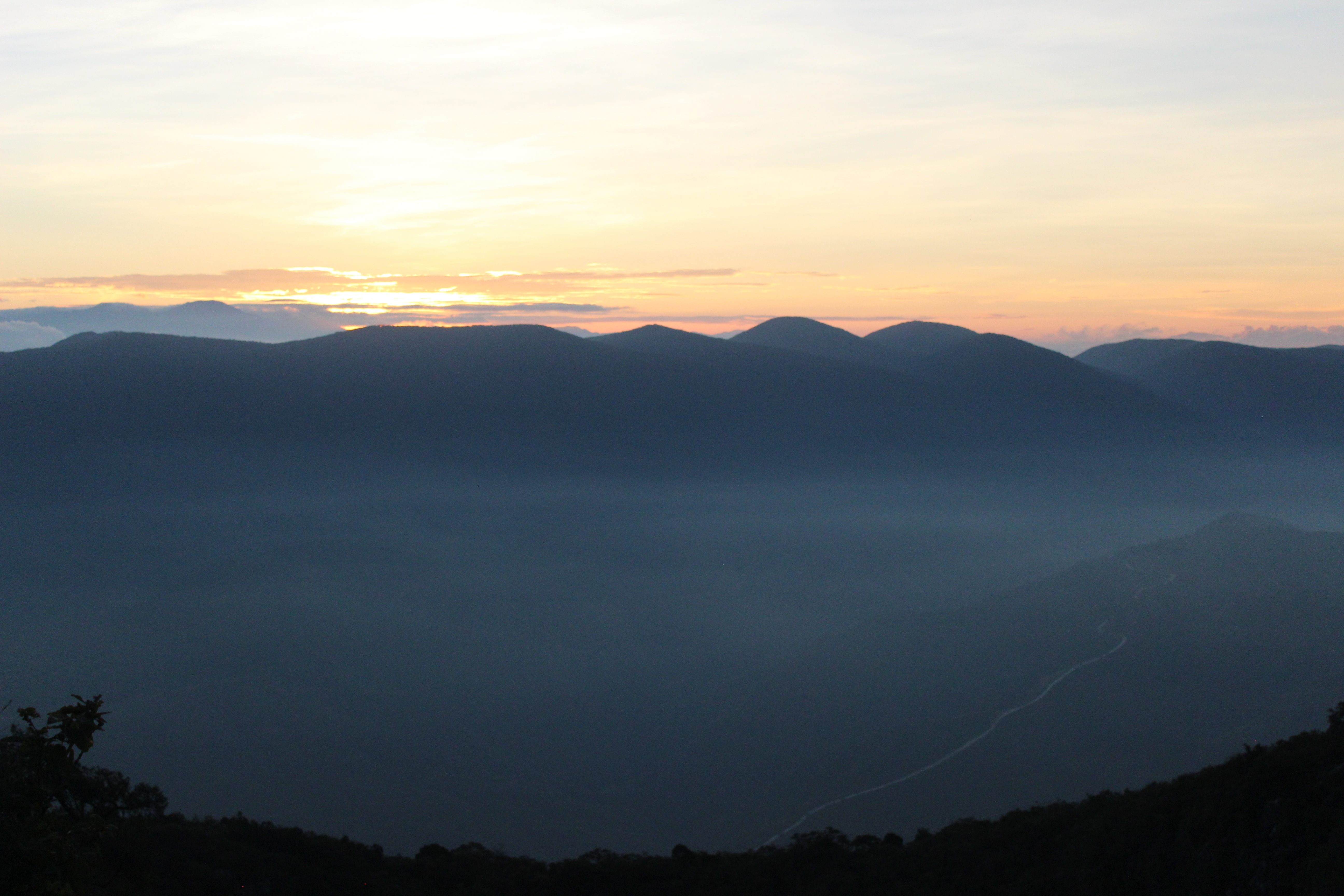
Vista del amanecer desde la cima del Sótano de Barro

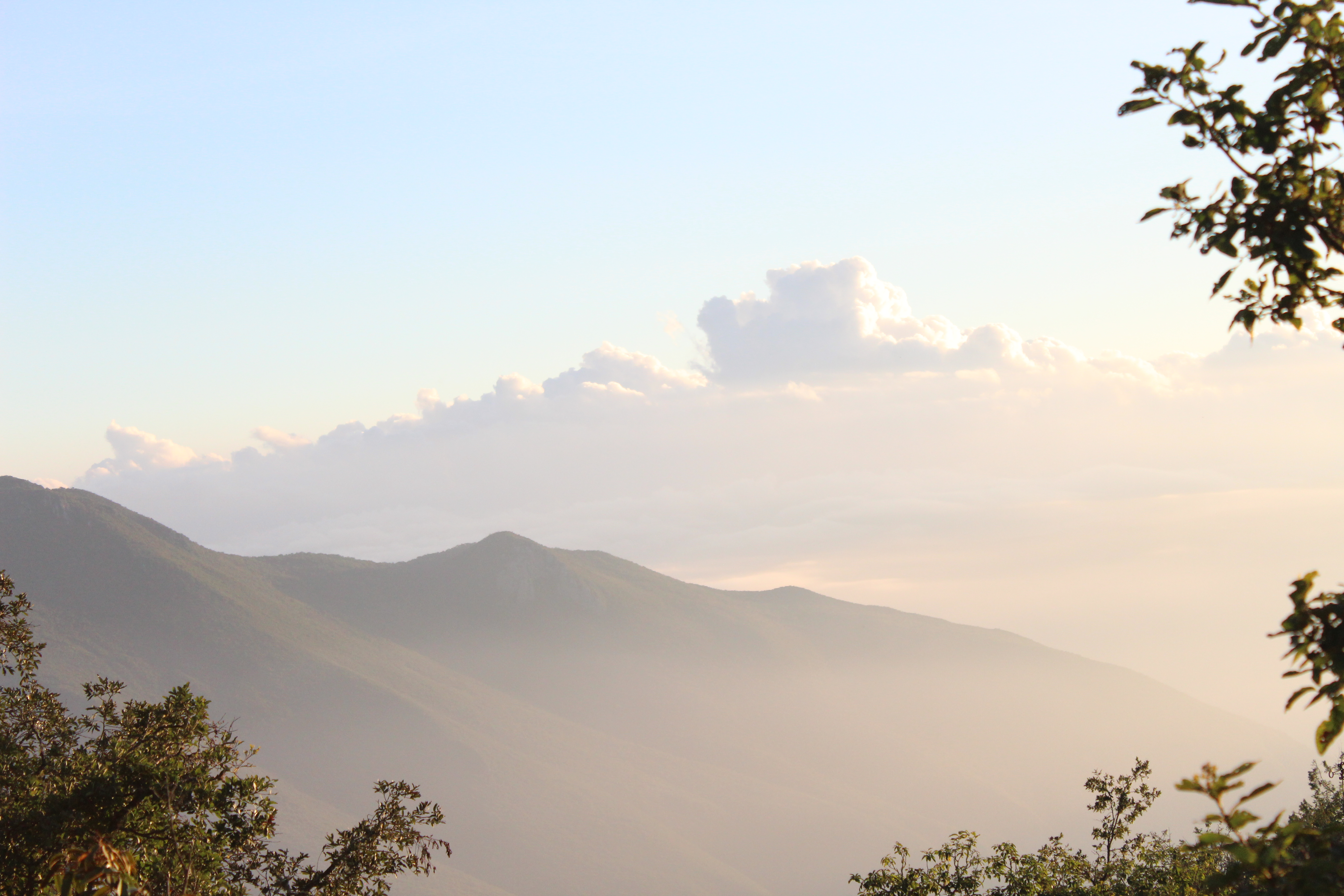
Vista de otros cerros desde la cima del Sótano de Barro.

El Sótano del Barro es una sima (o dolina) localizada en el municipio de Arroyo Seco, estado de Querétaro, en el centro de México, a 35 km al noroeste de Jalpan de Serra, perteneciente a la zona de la Sierra Gorda de la Sierra Madre Oriental.
Su forma recuerda un cono inverso y su abertura es de forma ovalada. Sus dimensiones específicas son: 455 m de profundidad total, 410 m de profundidad (caída libre), 420 m en su eje horizontal mayor y 200 m en el más estrecho. Su altitud es de 1,860 m s. n. m. (metros sobre el nivel del mar) 
a partir de la abertura y 1,405 m s. n. m. sobre el suelo de la cavidad. El suelo de la sima tiene unas dimensiones de 200 m y 100 m en sus ejes mayor y menor, respectivamente. En los bordes de las extremidades se pueden ver dos grandes rampas rocosas provocadas por la acumulación de enormes bloques pétreos causados por viejos hundimientos. El Sótano del Barro es la segunda sima más grande del mundo (15 millones de metros cúbicos), solamente superada por Sarisariñama de Venezuela (18 millones de metros cúbicos).

## Geología

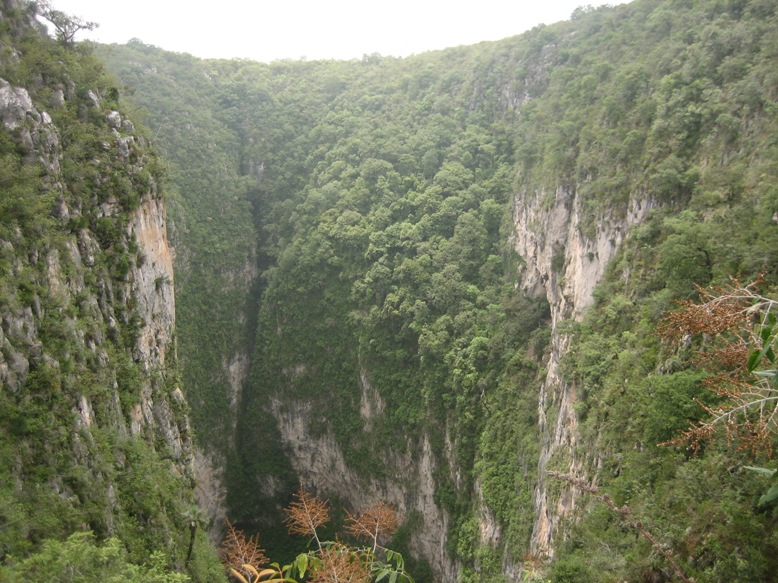
Vista del Sótano de Barro desde uno de sus bordes.

El Sótano del Barro constituye una formación única en su género, creada por las formaciones calcáreas de  El Abra, una enorme fractura vertical de cuyos  movimientos tectónicos se conformaron los grandes cañones de la zona. Dentro de esta cavidad el desmoronamiento ha sido mínimo, y su forma original se ha ensanchado y modificado solamente un poco a causa de varios desprendimientos que han acumulado material rocoso en el fondo. Las capas calcáreas que se encuentran en el abismo, pueden estar relacionadas con las rocas sedimentarias de la Sierra del Doctor, pertenecientes al periodo Cenozoico. A partir de estos datos se puede calcular una edad aproximada de un millón y medio de años. Su buen estado de conservación es debido en parte a su inaccesibilidad y su naturaleza rocosa que lo protegen de todas las alteraciones significativas por parte de agentes antropogénicos.

## Flora
El suelo se encuentra parcialmente recubierto de una pequeña capa de tierra sobre la que reposa una gran cantidad de vegetación, que comprende de árboles de talla alta, y que poseen ciertas características propias de los bosques mesó filos y a las selvas medias.

## Fauna
Cabe destacar la presencia del puma (Puma concolor) y del jabalí de collar (Tayassu tajacu), especies halladas dentro de la caverna misma. A una cierta profundidad, en la pared rocosa menos escarpada, se pueden encontrar impregnaciones de los animales, así como sus excrementos, dentro de una pequeña gruta horizontal mucho más pequeña que el sótano. Es también el hogar del ecosistema de guacamaya verde (Ara militaris) más grande del país. Además se pueden encontrar otras especies de aves entre las que se hallan el halcón peregrino (Falco peregrinus) y el cardenal pardo (Cardinalis sinuatus).

## Localización
Se ubica en el municipio de  Arroyo Seco, estado de Querétaro, en el centro de México, a 35 km al noroeste de Jalpan de Serra. Tomando la carretera núm. 69, pasando el km 24 se toma una desviación a la izquierda (poniente). Se continúa por aproximadamente 28 km de terracería (en regulares condiciones) hasta la localidad de Santa María de los Cocos. A partir de este punto el recorrido de 7 km cuesta arriba debe hacerse a pie o en mula.
A la cima de recorrido, se encuentra un pequeño mirador desde donde se puede observar el Sótano con una perspectiva superior y hacia dentro de la peculiaridad geológica. El lugar es ideal para admirar el paisaje de la Sierra Gorda, tanto en flora como en fauna.

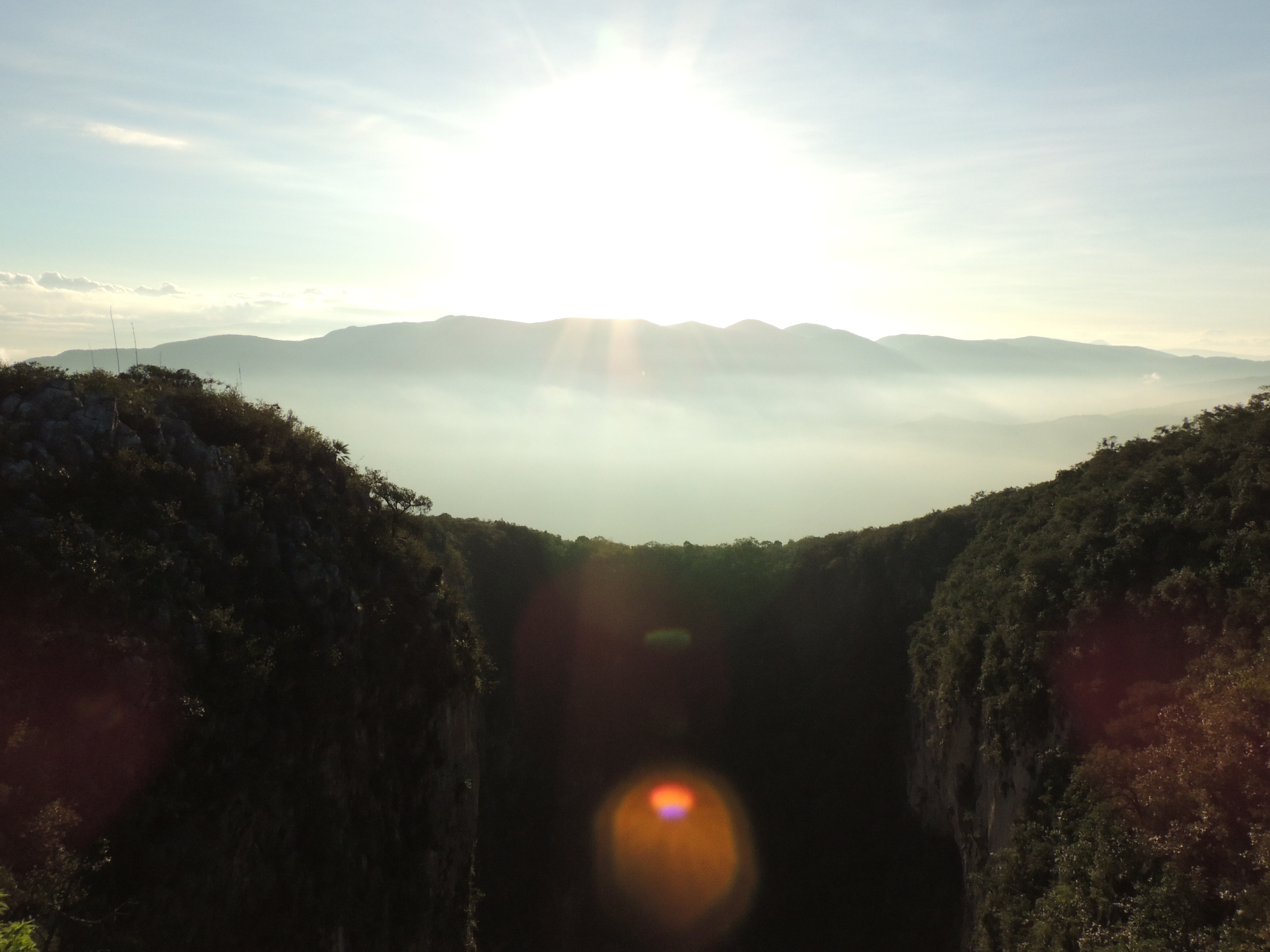
Vista del amanecer desde el Sótano del Barro, Querétaro, México

Es recomendado iniciar el recorrido a la cima durante la madrugada para así poder observar el amanecer desde el punto máximo; así como el despertar de las guacamayas tan emblemáticas de este bello lugar.
El acceso al lugar es bastante limitado, existen recorridos guiados que comienzan a las 3:00 a. m., consisten en caminatas por una ruta para llegar a la sima, recibir el amanecer acompañado del vuelo de las guacamayas que habitan en el Sótano.

## Reserva de la biosfera Sierra Gorda
Dentro de la reserva de la biosfera Sierra Gorda, existen definidas 11 zonas núcleo que abarcan una superficie total de 24,803-35-87.5 ha, de la que el Sótano del Barro es la zona núcleo más pequeña de la reserva; abarca un total de 1-45-12.5 ha y está ubicada en el municipio de Arroyo Seco. Su principal característica es estar dentro del Sótano del Barro, que es una de las cavidades más profundas del mundo, con un diámetro de 500 m y una profundidad de 410 m. Es el sitio de reposo y anidación de guacamaya verde (Ara militaris mexicanus) y en el fondo tiene algunos arbustos y helechos.
- Datos: Q2379586
- Multimedia: Sótano del Barro / Q2379586